# 571 Dywizja Grenadierów Ludowych
571 Dywizja Grenadierów Ludowych (niem. 571. Volks-Grenadier-Division) – niemiecka dywizja grenadierów ludowych z okresu II wojny światowej.

## Historia
Dywizja powstała 25 sierpnia 1944 w Danii na poligonie Oksbüll pod Esbjerg. We wrześniu jej pododdziały zostały przekazane do tworzonej 18 Dywizji Grenadierów Ludowych.

## Dowódca
- Generalmajor Günther Hoffmann-Schönborn

## Skład dywizji
- 1171  pułk grenadierów
- 1172  pułk grenadierów
- 1173  pułk grenadierów
- 1571  pułk artylerii
- 1571  kompania rozpoznawcza
- 1571  batalion niszczycieli czołgów
- 1571  batalion inżynieryjny
- 1571  kompania łączności
- 1571  dywizyjne oddziały zaopatrzeniowe